# Freak (chanson)
Pour les articles homonymes, voir Freak.
Singles par Estelle
One Love
(2009) Fall in Love
(2010)
Singles par Kardinal Offishall
Milkshakes & Razorblades
(2010) Wavin' Flag
(2010)
Freak est une chanson de la chanteuse Estelle sorti le 26 février 2010.

## Liste des pistes
États-Unis Single digital
1. "Freak" (Album Version) - 3:41

 États-Unis /  Royaume-Uni EP Digital Remixes
1. "Freak" (Riva Starr Extended Vocal Mix) - 6:16
2. "Freak" (Riva Starr Dub) - 6:17
3. "Freak" (Riva Starr Extended Instrumental) - 6:16
4. "Freak" (Michael Woods Remix) - 7:01
5. "Freak" (Plastik Funk Remix) - 5:54
6. "Freak" (Plastik Funk's Listen & Repeat Mix) - 6:24
7. "Freak" (Extended Version) - 4:52

## Classement par pays
| Classement (2010)                | Meilleure position |
| -------------------------------- | ------------------ |
| Canada Billboard Hot 100         | 83                 |
| Allemagne (Black Chart)          | 5                  |
| États-Unis (Hot Dance Club Play) | 27                 |
| Royaume-Uni (UK Singles Chart)   | 103                |
| Royaume-Uni (UK Dance Chart)     | 13                 |

## Historique de sortie
| Pays        | Date            | Format                 | Label                |
| ----------- | --------------- | ---------------------- | -------------------- |
| États-Unis  | 26 février 2010 | Téléchargement digital | Atlantic, Homeschool |
| Canada      | 26 février 2010 | Téléchargement digital | Atlantic, Homeschool |
| Royaume-Uni | 3 mai 2010      | Téléchargement digital | Atlantic, Homeschool |